# پندها و اندرزها
پندها و اندرزها یک مجموعه تلویزیونی محصول سال ۱۳۷۱ به کارگردانی مجتبی یاسینی،  می‌باشد که از شبکه؟ پخش شد.

## بازیگران
- مهران مدیری
- سعید راد